# 张之路
张之路（1945年—），男，山东诸城人，中国当代作家。现为中国电影集团一级编剧，中国作家协会儿童文学委员会副主任。

## 生平
1968年毕业于北京师范学院（现首都师范大学）物理系后，曾在中学执教十年。

## 作品
- 电影剧本：《霹雳贝贝》、《魔表》、《疯狂的兔子》、《暗号》、《扬起你的笑脸》、《妈妈没有走远》、《危险智能》、《傻鸭子欧巴儿》等。
- 电视连续剧本：《第三军团》、《妈妈》等。
- 长篇小说：《第三军团》、《蝉为谁鸣》、《有老鼠牌铅笔吗？》、《足球大侠》、《非法智慧》、《最后一场是暗杀》、《好玩，佳佳龟》、《极限幻觉》等。
- 短篇小说集：《题王》、《惩罚》、《空箱子》等。

## 荣誉
作品曾获中国图书奖一等奖、陈伯吹儿童文学奖、宋庆龄文学奖、冰心文学奖、中国作协全国儿童文学奖、全国“五个一工程奖”、国际青少年读书联盟(IBBY)优秀作家奖、夏衍电影剧本奖、中国电视剧飞天奖、中国大众电视金鹰奖、电影童牛奖等多项奖励。短篇小说《反悔》被选入东方少年1984年第10期，之后被选入初中語文课本，標題並被改為《羚羊木雕》，內文並遭刪節。2006年获得IBBY安徒生奖提名。